# Ciara (Sängerin)

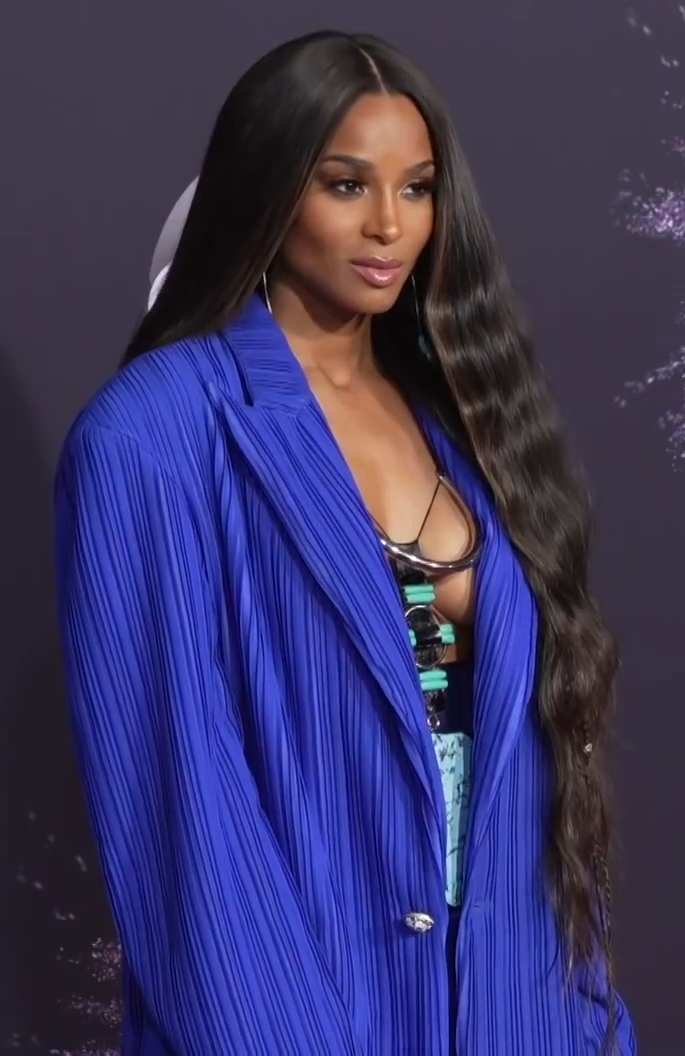
Ciara bei den American Music Awards (2019)

Ciara Princess Wilson (geb. Harris; * 25. Oktober 1985 in Fort Hood, Texas) ist eine US-amerikanische Hip-Hop- und R&B-Sängerin. Der internationale Durchbruch gelang ihr 2004 mit dem Nummer-eins-Hit Goodies. Zu ihren weiteren Hits zählen 1, 2 Step, Love Sex Magic mit Justin Timberlake und Level Up. Seit 2025 besitzt sie neben der US‑Staatsbürgerschaft auch die von Benin.

## Jugend und Privatleben
Als Tochter eines Offiziers der amerikanischen Armee wuchs sie unter anderem in den Bundesstaaten New York, Kalifornien, Arizona und Nevada auf, lebte eine Zeit lang in Gießen und ging im benachbarten Wetzlar zur Schule. Da ihre Eltern Carlton und Jackie ihr gesangliches Talent früh erkannten, förderten sie es bereits in ihrer Kindheit. Sie verbrachte ihre Jugendzeit vor allem mit Studioaufnahmen oder kleineren Bühnenauftritten. Für einige Zeit war sie Mitglied einer dreiköpfigen Girlgroup. Zu Ciaras musikalischen Vorbildern zählen Janet Jackson, Michael Jackson, Aaliyah und Destiny’s Child.
Von 2004 bis 2006 war sie mit dem Rapper Bow Wow liiert, von 2007 bis Ende 2009 mit dem Musiker 50 Cent. Ab Ende 2012 war Ciara mit dem Rapper Future zusammen. Im Mai 2014 wurden sie Eltern eines Sohnes, im August 2014 trennte sich das Paar. Sie ist seit Juli 2016 mit dem Footballspieler Russell Wilson verheiratet. Das Paar bekam im April 2017 eine Tochter und im Juli 2020 einen Sohn.
Das 2024 eingeführte My Afro Origins Law Benins ermöglicht Nachfahren Versklavter die Einbürgerung; Ciara zählt zu den ersten prominenten Antragstellerinnen. Im Juli 2025 wurde Ciara in Cotonou eingebürgert, nachdem sie ihre Abstammung von einem Opfer des transatlantischen Sklavenhandels nachweisen konnte. Mit der Initiative will Benin die Bindung zur afrikanischen Diaspora stärken und den Kulturtourismus fördern; ähnliche Programme bestehen bereits in Ghana und Guinea Bissau.

## Karriere

### 2003–2005: Beginn der Karriere mitGoodies

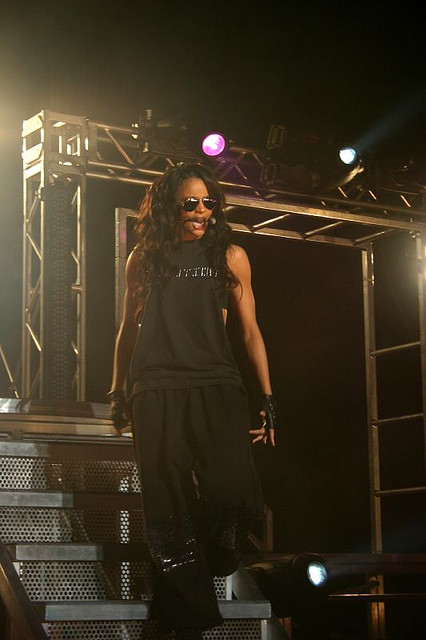
Ciara während ihrer Debüt-Tour Ciara: Live in Concert (2006)

2003 unterschrieb sie ihren ersten Solo-Plattenvertrag bei LaFace Records und komponierte und produzierte mit Künstlern wie Jazze Pha, 50 Cent, Missy Elliott, Ludacris, Dre & Vidal und R. Kelly ihr Debütalbum Goodies, das im September 2004 veröffentlicht wurde. Die gleichnamige erste Singleauskopplung, produziert von Lil Jon, erreichte weltweit die Charts und belegte unter anderem Platz eins in den USA. Weitere Singles aus dem Debütalbum Goodies sind 1, 2 Step featuring Missy Elliott, Oh feat. Ludacris und And I. Alle ausgekoppelten Lieder des Albums platzierten sich erfolgreich weltweit in den Charts.

### 2005–2008:The Evolution: Ciara
2005 erhielt Ciara Soul Train Awards in den Kategorien „Female Entertainer of the Year“ sowie „Best New R&B Artist“. Des Weiteren war sie als „Beste Newcomerin“ für den Grammy nominiert. Mit Missy Elliotts Lose Control, Bow Wows Like You und Field Mobs So What war sie drei weitere Male in den Charts vertreten. Im August 2006 steuerte Ciara mit Get Up featuring Chamillionaire den Titelsong zum Tanzfilm Step Up bei. Zeitgleich begann sie gemeinsam mit den Produzenten Rodney „Darkchild“ Jerkins, Jazze Pha, Lil Jon, Pharrell Williams, Polow Da Don und Sean Garrett die Arbeit an ihrem zweiten Album Ciara: The Evolution, dessen Veröffentlichung in den USA im Dezember 2006 folgte. Das Album stieg in den amerikanischen Albumcharts auf Platz eins ein und brachte mit der Mid-Tempo-Ballade Promise einen weiteren Top-Twenty-Hit hervor. Im Ausland erschien das Album im April 2007, ausgekoppelt wurden die Singles Like a Boy, Can’t Leave ’em Alone mit Rapper 50 Cent, That’s Right und Promise Ring. Das Album wurde in den Vereinigten Staaten mit Platin ausgezeichnet. 2007 ging sie gemeinsam mit Rapper und Musikproduzent Jay-Z als Voract auf USA-Tour.

### 2008–2011:Fantasy RideundBasic Instinct

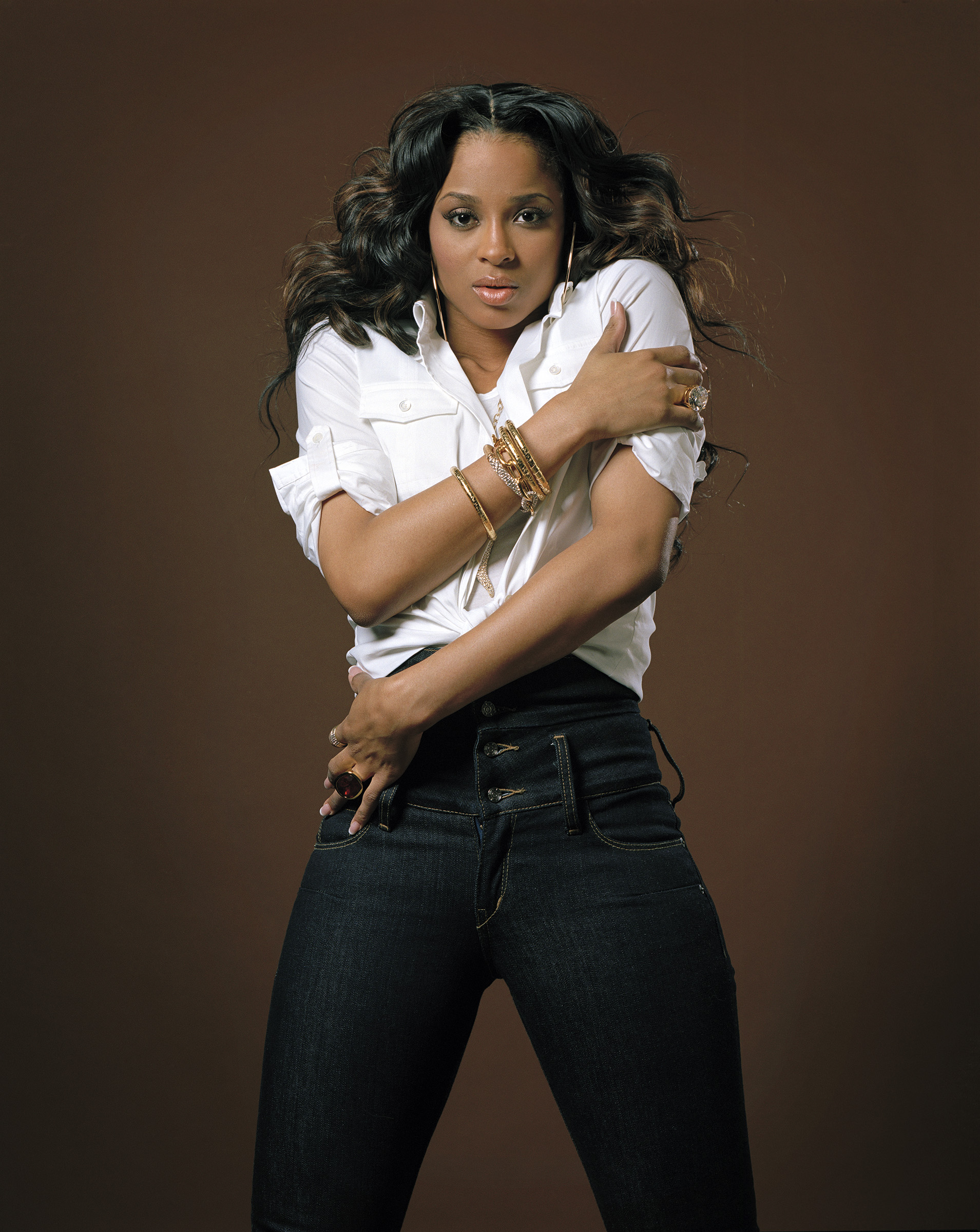
Ciara fotografiert von Oliver Mark, Berlin 2008

Im Mai 2009 erschien ihr Album Fantasy Ride; die erste Singleauskopplung aus dem Album war Love Sex Magic ein Duett mit Justin Timberlake. Aus dem Album veröffentlichte sie nur in den Vereinigten Staaten die Lieder Go Girl featuring T-Pain, Im On, Like a Surgeon und Never Ever featuring Young Jeezy. Als zweite internationale Single wurde Work mit Missy Elliott veröffentlicht und platzierte sich in nur wenigen Ländern in den Charts. Harris ist zudem auf Enrique Iglesias Lied Takin’ Back My Love zu hören. Ihr viertes Studioalbum Basic Instinct erschien im Dezember 2010. Als erste Single wurde Ride mit Ludacris veröffentlicht, weitere nur in den Vereinigten Staaten veröffentlichte Singles sind Gimmie Dat, U Got Me (Basic Instinct) und Speechless. Der große internationale Charterfolg des Albums blieb aus. Daher wandte sich Ciara im Februar 2011 in einem offenen Brief via Facebook an ihr langjähriges Label Jive Records, in dem sie darum bat, dass ihr Vertrag aufgelöst wird. Im Juli 2011 unterschrieb sie einen neuen Künstlervertrag bei Epic Records.

### 2013–2015:CiaraundJackie
Nach einer einjährigen Schwangerschaftspause meldete sich Harris zurück. Ihr fünftes Album CIARA wurde im Juli 2013 veröffentlicht. Die erste Single aus dem Album war Body Party (Remix feat. Future & B.o.B). Weitere Promotion Veröffentlichungen waren Sweat featuring 2 Chainz, Sorry und Got Me Good. Als zweite offizielle Single aus dem Album wurde das Duett mit Nicki Minaj I’m Out veröffentlicht. Nicki Minaj und Ciara haben für Minajs Album den Song I’m Legit aufgenommen. Die dritte Veröffentlichung aus dem Album war Overdose. Allen Veröffentlichungen aus dem Album gelang eine Chartplatzierung. Im Mai 2015 veröffentlichte sie ihr sechstes Studioalbum Jackie. I Bet und Dance Like We’re Make Love wurden als Singles ausgekoppelt. Der Song I Got You wurde von Harris am Muttertag als kostenloser Download veröffentlicht. Auf dem Album sind außerdem Künstler wie Pitbull, Missy Elliott und Joe Jonas zu hören.

### Seit 2018:Beauty Marks

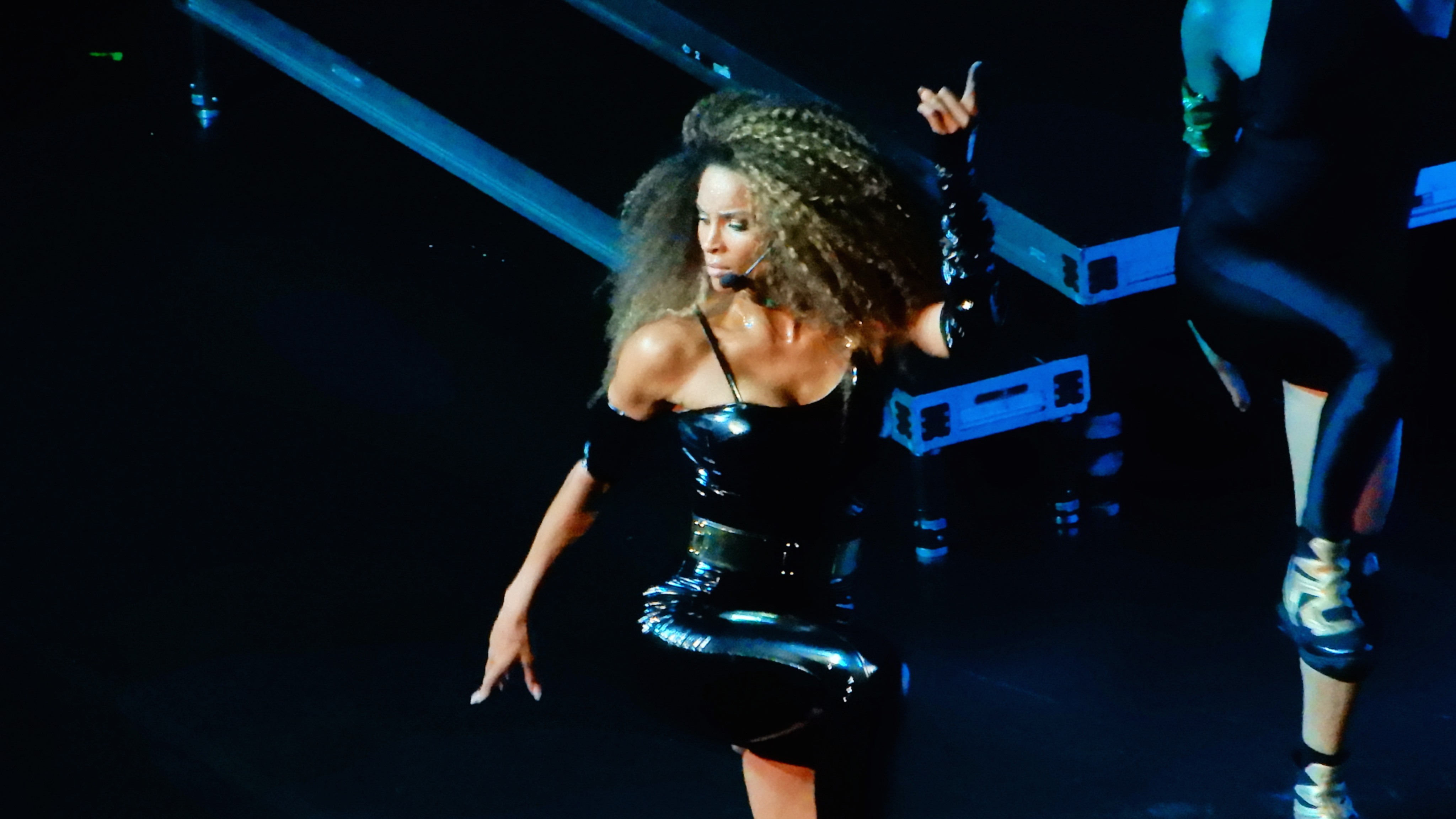
Ciara (2018)

Nach einer weiteren Schwangerschaftspause hat sich Ciara 2018 ins Studio zurückbegeben. Die erste Single-Veröffentlichung aus dem Album ist Level Up. Durch Downloads hat sich der Song auf Rang 59 der amerikanischen Charts platziert. Eine Remix-Variante wurde mit Missy Elliott und Fatman Scoop veröffentlicht. Das Lied wurde durch die gleichnamige TikTok-Tanz-Challenge zu einem viralen Hit. Als Promotion für das Album wurden Dose und Freak Me veröffentlicht. Die zweite Single heißt Greatest Love und wurde am Valentinstag 2019 veröffentlicht. Ciara hat ihr eigenes Musiklabel Beauty Marks gegründet, so heißt auch ihr siebtes Album, das im Mai 2019 erschien. Die dritte internationale Single ist die R&B-Uptempo-Nummer Thinking ’Bout You. Weitere Veröffentlichungen aus dem Album sind das HipHop-Stück SET und die emotionale Ballade Beauty Marks, die Aufnahmen der Hochzeit Ciaras zeigt. Auf dem Album sind Gastmusiker wie Kelly Rowland, Macklemore, Missy Elliott und Fatmann Scoop zu hören.
Der Song Melanin mit Ester Dean, Lupita, LaLa & den City Girls wurde im Dezember 2019 veröffentlicht. Seit Herbst 2020 arbeitet Harris an einem weiteren Studioalbum. Als erste Songs wurden Jump & Run It Up als Promotion veröffentlicht. Gemeinsam mit Missy Elliott & Busta Rhymes ging Harris 2024 auf Tournee durch die Vereinigten Staaten.

## Diskografie
Studioalben

| Jahr | Titel Musiklabel                              | Höchstplatzierung, Gesamtwochen, AuszeichnungChartplatzierungen (Jahr, Titel, Musiklabel, Platzierungen, Wochen, Auszeichnungen, Anmerkungen) | Höchstplatzierung, Gesamtwochen, AuszeichnungChartplatzierungen (Jahr, Titel, Musiklabel, Platzierungen, Wochen, Auszeichnungen, Anmerkungen) | Höchstplatzierung, Gesamtwochen, AuszeichnungChartplatzierungen (Jahr, Titel, Musiklabel, Platzierungen, Wochen, Auszeichnungen, Anmerkungen) | Höchstplatzierung, Gesamtwochen, AuszeichnungChartplatzierungen (Jahr, Titel, Musiklabel, Platzierungen, Wochen, Auszeichnungen, Anmerkungen) | Höchstplatzierung, Gesamtwochen, AuszeichnungChartplatzierungen (Jahr, Titel, Musiklabel, Platzierungen, Wochen, Auszeichnungen, Anmerkungen) | Höchstplatzierung, Gesamtwochen, AuszeichnungChartplatzierungen (Jahr, Titel, Musiklabel, Platzierungen, Wochen, Auszeichnungen, Anmerkungen) | Anmerkungen                                                    |
| Jahr | Titel Musiklabel                              | DE | AT | CH | UK | US | R&B | Anmerkungen                                                    |
| ---- | --------------------------------------------- | --- | --- | --- | --- | --- | --- | -------------------------------------------------------------- |
| 2004 | Goodies LaFace Records (LaFace)               | DE67 (13 Wo.)DE | — | CH52 (12 Wo.)CH | UK26 Gold · (25 Wo.)UK | US3 ×4Vierfachplatin · (71 Wo.)US | R&B1 (80 Wo.)R&B | Erstveröffentlichung: 28. September 2004 Verkäufe: + 5.000.000 |
| 2006 | The Evolution LaFace Records (Sony BMG)       | DE32 (5 Wo.)DE | AT68 (1 Wo.)AT | CH15 (9 Wo.)CH | UK17 Silber · (6 Wo.)UK | US1 Platin · (37 Wo.)US | R&B1 (47 Wo.)R&B | Erstveröffentlichung: 5. Dezember 2006 Verkäufe: + 2.700.000   |
| 2009 | Fantasy Ride LaFace Records (Sony)            | DE77 (1 Wo.)DE | AT58 (1 Wo.)AT | CH13 (7 Wo.)CH | UK9 (5 Wo.)UK | US3 (10 Wo.)US | R&B2 (18 Wo.)R&B | Erstveröffentlichung: 1. Mai 2009 Verkäufe: + 250.000          |
| 2010 | Basic Instinct LaFace Records (Sony)          | — | — | CH83 (1 Wo.)CH | UK— GoldUK | US44 (8 Wo.)US | R&B11 (15 Wo.)R&B | Erstveröffentlichung: 10. Dezember 2010 Verkäufe: + 170.000    |
| 2013 | Ciara Epic Records (Sony)                     | — | — | CH63 (1 Wo.)CH | UK42 (1 Wo.)UK | US2 (10 Wo.)US | R&B2 (19 Wo.)R&B | Erstveröffentlichung: 5. Juli 2013 Verkäufe: + 353.000         |
| 2015 | Jackie Epic Records (Sony)                    | — | — | — | UK46 (1 Wo.)UK | US17 (4 Wo.)US | R&B2 (16 Wo.)R&B | Erstveröffentlichung: 1. Mai 2015 Verkäufe: + 129.000          |
| 2019 | Beauty Marks Beauty Marks Entertainment (UMG) | — | — | — | — | US87 (1 Wo.)US | R&B48 (1 Wo.)R&B | Erstveröffentlichung: 10. Mai 2019                             |

## Filmografie
- 2006: All You’ve Got
- 2009: Mama, I Want to Sing!
- 2012: Der Chaos-Dad (That’s My Boy)
- 2023: Die Farbe Lila (The Color Purple)